# イルマウラオビフタオシジミ
イルマウラオビフタオシジミ （Dacalana irmae） は、チョウ目（鱗翅目）シジミチョウ上科シジミチョウ科に分類されるチョウの一種。フィリピン固有種。ウラオビフタオシジミ属はボルネオ特産種の D. lowii を除き、裏面に中央白線が走っている。インド北部からスンダランド、スラウェシ、フィリピンに約20種が知られていて、特にフィリピンで繁栄している。

## 分布
シブヤン島でのみ見られる。

## 形態
前翅長は17.5-20mm。本属はオス、メスを通じて非常に酷似した種が多く、またメスが未発見の種があって同定にてこずるグループであるが、オス交尾器の相違とともに、よく観察すると翅表翅裏は種によって差異があるので、オスの場合は比較的区別がつく。特に本種はシブヤンシ島にしか分布していないので、同地で採集したことが確実な個体なら本種に間違いないと判断できる。

## 生態
今のところ年に何回発生しているのか定かではない。